# Vương quốc Ireland
Vương quốc Ireland (tiếng Ireland: Rioghacht Éireann) là tên của nhà nước Ireland từ 1542, thành lập dựa trên Đạo luật Vương thất Ireland năm 1542 của Quốc hội Ireland dựa trên tính hợp pháp tranh cãi về quyền chinh phục. Triều đình vương quốc mới mới thay thế quyền lãnh chúa Ireland vốn tồn tại từ năm 1171. Vua Henry VII do đó trở thành vua đầu tiên được công nhận của Ireland kể từ năm 1169. Vương quốc riêng của Ireland không còn tồn tại khi Ireland hợp nhất vào với Vương quốc Anh để hình thành Vương quốc Liên hiệp Anh và Ireland năm 1801.